# Юріссон Ільмар Юрійович
Ільмар Юрійович Юріссон (13 липня 1912, село Лехтметса волості Галінґа Перновського повіту Ліфляндської губернії, тепер Естонія — 13 лютого 1985, місто Таллінн, тепер Естонія) — радянський естонський діяч, голова Пярнуського повітового виконкому. Депутат Верховної Ради СРСР 2-го скликання.  Депутат Верховної ради Естонської РСР. Доктор економічних наук (1977), професор.

## Життєпис
Закінчив початкову школу, працював у господарстві батьків на власному хуторі. Служив у естонській національній армії.
У 1936 році закінчив Янедську середню сільськогосподарську школу в Естонській Республіці. У 1936—1940 роках проходив сільськогосподарську практику і працював на фермі в Данії.
Після окупації Естонії радянськими військами повернувся до країни, з 1940 по 1941 рік був головою виконавчого комітету волосної ради Галінґа, діловодом сільськогосподарського відділу та секретарем землевпорядної комісії Пярнуської повітової ради. У 1941 році працював секретарем виконавчого комітету Пярнуської повітової ради. Одночасно був секретарем Пярнумаського комітету профспілки службовців державних установ.
На початку німецько-радянської війни евакуювався в східні райони СРСР. У 1942 році служив політичним керівником (політруком) роти Естонського національного корпусу РСЧА. Член ВКП(б) з 1942 року.
Пройшов підготовку в партизанській школі в місті Іваново, після чого у вересні 1943 року був закинутий за лінію фронту. Очолював радянський партизанський загін, який діяв в місцевості Кікепере повіту Пярнумаа. Партизанський загін Юріссона діяв до окупації Естонії радянськими військами в 1944 році.
У 1944—1946 роках — голова виконавчого комітету Пярнуської повітової ради депутатів трудящих Естонської РСР. Очолював землевпорядну комісію Пярнуського повіту.
18 квітня 1946 — 26 лютого 1947 року — міністр тваринництва Естонської РСР.
У 1947—1949 роках — голова виконавчого комітету Пярнуської повітової ради депутатів трудящих Естонської РСР.
У 1948 році закінчив Вищу партійну школу ЦК ВКП(б).
У 1949—1950 роках — заступник міністра сільського господарства Естонської РСР.
У 1950—1953 роках — директор Вяймельського зоотехнікуму Естонської РСР.
У 1953 році закінчив Естонську сільськогосподарську академію за спеціальністю тваринництво.
У 1953—1957 роках — директор сільськогосподарської школи колгоспу Кехтна Естонської РСР.
У 1957—1959 роках — заступник міністра сільського господарства Естонської РСР.
У 1959—1979 роках — директор Естонського інституту сільського господарства та меліорації, у 1979—1985 роках — науковий керівник інституту.
З 1971 року був членом і заступником голови Комітету науково-технічного співробітництва СРСР і Фінляндії.
У 1977 році захистив докторську дисертацію на тему «Економічна оцінка кормів у скотарстві Естонської РСР та роль культурних пасовищ у розвитку великих ферм».
Помер 13 лютого 1985 року. Похований 19 лютого 1985 року на Лісовому цвинтарі Таллінна.

## Нагороди
- два ордени Леніна (1944, 1962)
- орден Жовтневої Революції (1971)
- орден Червоного Прапора
- орден Трудового Червоного Прапора
- орден «Знак Пошани» (1957)
- медаль «За перемогу над Німеччиною у Великій Вітчизняній війні 1941—1945 рр.»
- медаль «За доблесну працю у Великій Вітчизняній війні 1941—1945 рр.»
- медалі
- Державна премія СРСР (1971) — «за планування та забудову сільських селищ».
- Державна премія Естонської РСР (1967)